# Chisec
Chisec är en kommunhuvudort i Guatemala.   Den ligger i departementet Departamento de Alta Verapaz, i den centrala delen av landet, 130 km norr om huvudstaden Guatemala City. Chisec ligger 219 meter över havet och antalet invånare är 17 018.
Terrängen runt Chisec är kuperad åt sydost, men åt nordväst är den platt. Runt Chisec är det ganska tätbefolkat, med 78 invånare per kvadratkilometer. Det finns inga andra samhällen i närheten. I omgivningarna runt Chisec växer i huvudsak städsegrön lövskog.